# Шейко, Борис Иванович
Борис Иванович Шейко (род. 5 июня 1949, Москва) — советский, казахстанский и российский тренер по пауэрлифтингу; заслуженный тренер Казахской ССР (1983, тяжёлая атлетика), заслуженный тренер Республики Казахстан (1995, пауэрлифтинг), заслуженный тренер России (1999, пауэрлифтинг).
Автор более 150 статей и 15 книг по пауэрлифтингy.

## Биография
Родился 5 июня 1949 года в Москве.
В 1964 году вся семья переехала в Днепропетровск, где Борис окончил 8-ми летнюю школу. В 1973 — выпускник Киевский государственный институт физической культуры (ныне Национальный университет физического воспитания и спорта Украины). По окончании вуза служил в Советской армии в Казахстане, где жил с 1975 года. С 1979 по 1997 год работал в Школе высшего спортивного мастерства Караганды. Одновременно в 1982—1986 годах был старшим тренером юниорской сборной команды Казахской ССР, а также с 1984 по 1986 годы работал в юниорской сборной команде СССР по тяжёлой атлетике.
С началом развития пауэрлифтинга в СССР с 1990 года Шейко занялся этим видом спорта и 1991—1997 гг. был главным тренером Республики Казахстан по пауэрлифтингу. За время работы в Казахстане подготовил 47 чемпионов республики, 3 победителя Кубка СССР, 7 чемпионов и 8 призёров чемпионатов Азии, 6 чемпионов и 3 призёра чемпионатов мира; в их числе — двух заслуженных мастеров спорта и восемь мастеров спорта международного класса. В 1992 году Борису Шейко было присвоено звание судьи международной 2-й категории, а в 1995 году — 1-й международной категории. В 1995 году ему было присвоено звание «Почетный гражданин города Темиртау».
В 1997 году Шейко переехал в Республику Башкортостан и с этого же года стал главным тренером республики по пауэрлифтингу. Воспитал 15 чемпионов и обладателей Кубка России, 25 чемпиона и 9 призёров чемпионатов Европы, 40 чемпионов и 26 призёров чемпионатов мира; среди них 6 заслуженных мастера спорта и 15 мастеров спорта международного класса.
В числе его лучших учеников — Алексей Сивоконь (ЗМС Казахстана), Надежда Мир (ЗМС Казахстана), Сергей Мор (ЗМС России), Максим Подтынный (ЗМС России), Виктор Фуражкин (ЗМС России), Ирина Абрамова (ЗМС России), Равиль Казаков (ЗМС России), Юрий Федоренко(ЗМС России),Николай Асабин (МСМК), Серик Кужахметов МСМК), Фаниль Мухаматьянов (МСМК), Руслан Востриков (МСМК), Ян Урусов (МСМК), Юлия Чистякова МСМК).
С 1999 по 2005 годы Борис Иванович Шейко — старший тренером мужской сборной команды России по пауэрлифтингу. В 2000 году ему было присвоено звание заслуженный работник физической культуры и спорта Республики Башкортостан.